# Universitas Nusa Cendana
Universitas Nusa Cendana (Undana) – indonezyjska uczelnia publiczna zlokalizowana w mieście Kupang (wyspa Timor, prowincja Małe Wyspy Sundajskie Wschodnie). Została założona w 1962 roku.

## Wydziały
- Fakultas Ekonomi dan Bisnis
- Fakultas Hukum
- Fakultas Ilmu Sosial dan Politik
- Fakultas Kedokteran Hewan
- Fakultas Keguruan dan Ilmu Pendidikan
- Fakultas Kelautan dan Perikanan
- Fakultas Kesehatan Masyarakat
- Fakultas Pertanian
- Fakultas Peternakan
- Fakultas Sains dan Teknik
- Fakultas Kedokteran

Źródło: 